# ФК Траяна
ФК „Траяна“ е футболен клуб от Стара Загора. Основан през 1920 г. в кв. Губран. През 2022г. клубът е възстановен и развива единствено детско-юношески футбол.

## Успехи
- 8 място в Държавното първенство през 1929 г.

## Изявени футболисти
- Станимир Денев
- Александър Дерменджиев
- Симеон Мечев
- Галин Иванов
- Мартин Жеков
- Георги Каранейчев
- Жельо Желев
- Спас Георгиев
- Диан Христов
- Невелин Нейчев
- Милчо Танев
- Иво Михайлов
- Тенко Стоянов-треньор
- Танко Дяков